# Соловьёв, Лев Дмитриевич
Лев Дми́триевич Соловьёв (1934—2003) — советский и российский физик, директор Института физики высоких энергий (1974—1993), лауреат Государственной премии СССР (1973).

## Биография
После окончания семилетней школы в селе Липицы, поступил на физический факультет МГУ. В 1956 году с отличием окончил физический факультет МГУ и поступил в аспирантуру Математического института АН СССР имени В. А. Стеклова (ныне Математический институт РАН имени В. А. Стеклова).
С 1960 года, по приглашению своего учителя академика Н. Н. Боголюбова перешёл в Объединённый институт ядерных исследований (ОИЯИ) г. Дубна. Там продолжил свою научную деятельность в лаборатории теоретической физики (ЛТФ).
После создания в 1963 году Института физики высоких энергий в Протвино (ныне ГНЦ ИФВЭ) перешёл туда — в 1964 году. Проводил научные изыскания на, созданном в 1967 году в институте, протонном синхротроне У-70, который в течение пяти последующих лет был самым крупным в мире, а на сегодняшний день (после модернизации и расширения) является крупнейшим в России.
В 1974—1993 годах — директор Института физики высоких энергий.
С 1993 года — главный научный сотрудник отдела теоретической физики ИФВЭ. По мнению коллег, уход с директорского поста благотворно сказался на здоровье Льва Дмитриевича и способствовал возобновлению активной научной деятельности в области физики высоких энергий.
Параллельно основной работе в ИФВЭ преподавал в МГУ, читал курс лекций «Введение в теорию калибровочных полей».
Несмотря на прогрессирующе заболевание Лев Дмитриевич до последних дней жизни продолжал научную работу и исследования в различных областях квантовой физики.

## Научная и общественная деятельность
Основные свои работы Лев Дмитриевич посвятил квантовой физике и физике высоких энергий. В частности, он подробно изучал аналитические свойства амплитуд адронных процессов.
В начале 1960-х годов им были выполнены пионерские исследования по квантовой теории поля, теории фоторождения и сверхсходящимся правилам сумм.
При непосредственном участии Соловьёва был открыт так называемый «Серпуховский эффект» — явление, когда при высоких энергиях не происходит полного взаимного поглощения частиц внутри радиуса действия ядерных сил, предсказанное более ранними теоретическими и практическими исследованиями, и частицы как бы приобретают способность просачиваться друг через друга. Данное открытие существенно изменило установленную ранее картину взаимодействия частиц.
Работы Соловьёва (совместно с А. А. Логуновым и А. Н. Тавхелидзе), посвящённые теме сумм при конечных энергиях (опубликованы в 1967 году) были положены в основу теории релятивистских струн. В рамках научной деятельности в ИФВЭ Лев Дмитриевич неоднократно проводил эксперименты, подтверждавшие правильность теоретических выводов теории в области квантового взаимодействия и возбуждения мюзонов и глюболов. Его работы позволили описать поведение первых (мюзонов) как колебания открытых струн, а вторых (глюболов) — как закрытых. Благодаря новому подходу и работам Льва Дмитриевича удалось избежать введения новых пространственно-временных изменений при создании теории струн.

## Награды и звания
- Кандидат физико-математических наук (тема диссертации «Изучение процессов электро- и фото-рождения с помощью дисперсионных соотношений») — с 1960 г.
- Доктор физико-математических наук (тема диссертации «Электромагнитное взаимодействие и дисперсионные соотношения») — с 1967 г.
- Профессор-совместитель кафедры квантовой теории и физики высоких энергий МГУ — 1970—1998 гг.
- Лауреат Государственной премии СССР в области науки и техники за цикл работ «Фоторождение π-мезона на нуклонах» — 1973 г.
- Заслуженный деятель науки РФ 2000 г.,[1]
- Медаль «За доблестный труд» 1970 г.,
- Орден Трудового Красного Знамени 1971 г.,
- Орден Октябрьской Революции 1981 г.

## Научные работы и труды
При жизни Льва Дмитриевича было подготовлено и опубликовано около 170 научных работ. К наиболее значимым трудам относятся:
- A.A. Logunov, L.D. Soloviev, A.N. Tavkhelidze (1957). «Nucl. Phys» 4: 427.
- A.A. Logunov, L.D. Soloviev. Dispersion relations for virtual photoproduction. Nucl. Phys., 1959, v.10, p.60-72.[2]
- L.D. Soloviev. Low energy photons in elementary particle collisions. Nucl. Phys., 1965, v.64, p.657-668.
- Л. Д. Соловьёв. Дисперсионные правила сумм и SU(6)-симметрия. ЯФ, 1966, т.3, с. 188—194.
- Л. Д. Соловьёв. Аксиоматический метод в квантовой электродинамике. ТМФ, 1973, т.15, с. 59-73.
- Л. Д. Соловьёв, А. В. Щелкачёв. О росте полных сечений при высоких энергиях. ЭЧАЯ, 1975, т.6, с.571-598.
- В. В. Бажанов, Г. П. Пронько, Л. Д. Соловьёв, Ю. Я. Юшин, «Рассеяние на малые углы в квантовой электродинамике», ТМФ, 33:2 (1977),[3]
- Л. Д. Соловьёв, Г. П. Пронько. Низкоэнергетические фотоны S-матричной электродинамике[4][5] Тр. МИАН СССР, 1975, том 136, 232—250
- Л. Д. Соловьёв, Ю. Я. Юшин, Исследование инфракрасных особенностей в квантовой электродинамике методом диаграмм Фейнмана, ТМФ, 36:1 (1978),
- Л. Д. Соловьёв. Квантование релятивистского ротатора с массами и спинами[6]

### Редакторская деятельность
- С. Адлер, Р. Дашен. Алгебры токов и их применение в физике частиц[7] (Перевод с английского и редакция Л. Д. Соловьёв)